# Таб Рамос
Табаре Рамос Річчарді (ісп. Бронза; рід. 21 вересня 1966, Монтевідео) — американський футболіст уругвайського походження, нападник, гравець національної збірної. Він взяв участь в трьох чемпіонатах світу і був включений в Національний Футбольний Зал слави у 2005 році.

## Біографія
Народився в Уругваї, але в 11 років з родиною перебрався у США. Його батько був професійним уругвайським футболістом і прищепив Табу любов до футболу. Таб виступав в шкільній команді «Уніон Весіналь» з Монтевідео.
У США Рамос навчався в підготовчій школі імені Святого Бенедикта в Нью-Джерсі, де раніше навчався і інший американський футболіст Клаудіо Рейна. Американське громадянство одержав в 1982 році. Грав у команді «Тісл» разом з майбутньою зіркою футболу Джоном Харксом, а також професійно займався бігом (естафета 4x100 і біг на 60 ярдів).
У 1984 році йому запропонувала команда «Нью-Йорк Космос» укласти контракт, але Рамос віддав перевагу грі в клубі навчанню в коледжі. Навчався в Університеті штату Північна Кароліна, був гравцем студентської команди.

### Кар'єра гравця
Перший контракт підписав у 1988 році з командою «Нью-Джерсі Іглз». Через рік перейшов у «Маямі Шаркс». Офіційно він уклав контракт з Федерацією футболу США, згідно з яким зобов'язаний був грати в національній збірній. За допомогою федерації йому вдалося відправитися в Іспанію і укласти контракт з командою другого дивізіону «Фігерас». Він провів за команду 38 матчів у сезоні 1990/91, забивши 5 м'ячів, після чого зарплата за контрактом з Федерацією футболу США зросла до 250 тисяч доларів. Інтерес до нього виявляли клуби Прімери, проте в сезоні 1991/92 Рамос в матчі 24 листопада 1991 року проти «Райо Вальєкано» отримав червону картку і був дискваліфікований на три гри, після чого інтерес до нього впав.
31 липня 1992 року Рамос був проданий в «Реал Бетіс», що вилетів до Сегунди, за 400 тисяч доларів. У сезоні 1993/94 «Реал Бетіс» став чемпіоном Сегунди і вийшов зад у Ла Лігу, однак у наступному сезоні Рамосу не вдалося відіграти ні хвилини, оскільки на чемпіонаті світу 1994 році він отримав серйозну травму голови в грі з Бразилією.
3 січня 1995 року Рамос повернувся в США, однак змінити собі клуб йому не вдалося. Права на гравця залишилися у «Бетіса», а Рамос відправився в оренду до команди з Мексики «Тигрес», де у сезоні 1995/96 провів 23 гри, двічі забив голи і виграв Кубок Мексики.
Після закінчення сезону Рамос повернувся в США і підписав контракт з клубом MLS «МетроСтарз». За нього він провів сім сезонів і був визнаний найкращим гравцем в 1996, 1998 і 1999 роках. Завершив кар'єру у 2002 році.

#### Збірна
1982 року дебютував на рівні юнацької збірної США відразу ж після набуття громадянства. Брав участь у юнацькому чемпіонаті світу 1983 року, двічі забив голи у відбірковому циклі. У 1984 році він був готовий зіграти на Олімпіаді, але за рішенням МОК на Олімпіаді не мали права виступати футболісти-аматори.
У старшій збірній дебютував 10 січня 1988 року в грі з Гватемалою і незабаром став гравцем основи. Перший великий турнір для нього — чемпіонат світу 1990 року. Незважаючи на всі старання, збірна США там програла всі три зустрічі і не вийшла з групи.
Протягом довгого часу тренери не могли визначитися з роллю Рамоса, оскільки диспетчером команди був Уго Перес. Після його відходу Рамос зайняв його позицію на полі і став грати роль творця атак. У 1993 році в грі проти Англії (9 червня) він віддав дві гольові передачі, які принесли американцям перемогу.
Також він зіграв на кубку Америки в тому ж році, а через рік був включений у фінальну заявку США на чемпіонат світу. В 1/8 фіналу в матчі проти Бразилії Рамос зазнав серйозної травми після сутички з лівим хавбеком бразильців Леонардо і був замінений. Той матч бразильці виграли тільки після голу Бебето, а вже в лікарні Леонардо приніс свої вибачення за необережну гру.
1995 року США стали четвертими на Кубку Америки, там Рамос показав свою кращу гру. 7 вересня 1997 року в рамках відбору на чемпіонат світу Рамос забив переможний гол у ворота Коста-Рики і забезпечив вихід США у фінальну частину.
Останній матч він провів 15 листопада 2000 року проти Барбадосу (4:0). Після гри він оголосив про завершення кар'єри у збірній. Всього він 81 раз зіграв за збірну і 8 раз відзначився. Також відомо, що він зіграв 8 матчів і забив 3 голи за збірну з міні-футболу на чемпіонаті світу 1989 року.
2005 року включений в Національну залу слави футболу. Живе з дітьми (Алекс, Крістін і Сара) в Нью-Джерсі.

#### У футзалі
У складі збірної США з футзалу виграв бронзові медалі чемпіонату світу з футзалу 1989 року. Зіграв на турнірі 8 матчів і забив 3 м'ячі.

### Тренерська кар'єра
З 2011 року — головний тренер молодіжної збірної США, з якою у 2017 році виграв молодіжний чемпіонат КОНКАКАФ.
У 2014—2016 роках працював асистентом Юргена Клінсмана в головній збірній США.

## Досягнення
Командні
 УАНЛ Тигрес
- Володар Кубка Мексики: 1995/96 (гравець)

 США
- Срібний призер Чемпіонату націй КОНКАКАФ: 1989 (гравець)
- Срібний призер Золотого кубка КОНКАКАФ: 1993 (гравець)
- Бронзовий призер Золотого кубка КОНКАКАФ: 1996 (гравець)
- Переможець молодіжного чемпіонату КОНКАКАФ: 2017, 2018 (тренер)

Особисті
- Футболіст року в США: 1990